# Ricardo Belisle
Ricardo Nicolás Belisle (1869 - 1949) fue un político argentino.

## Datos biográficos
Nació en 1869. 
En lo político, adhirió al Partido Socialista, ocupando diversos cargos en la década de 1920. La postura abstencionista del radicalismo en los comicios de entonces, facilitó su llegada a ellos.
En 1923 integró la convención que reformó la Constitución de la Provincia de Córdoba. Al año siguiente, fue elegido diputado nacional para el período 1924-1928. Fue, junto a Juan Remedi y Edmundo Tolosa, uno de los primeros socialistas del interior que llegaron a la cámara baja.
Tras el golpe de Estado de 1930, la intervención federal en la provincia de Córdoba, en la persona del Dr. Enrique P. Torino, lo nombró comisionado de la municipalidad de la capital, asumiendo el 4 de noviembre de 1931. Es recordada la prohibición que impuso a la realización de los festejos de carnaval en barrio San Vicente, los cuales se realizaron igualmente, haciendo caso omiso a su medida. Hubo un detenido, don Ángel García que fue interceptado por la policía. Una pueblada se opuso al grito de “¡Viva la República de San Vicente!” .
Entregó el mando al intendente electo, Dr. David L. Caro, el 22 de febrero de 1932.